# Happiness Is a Thing Called Joe
Happiness Is a Thing Called Joe ist ein Popsong, der von Harold Arlen (Musik) und E. Y. Harburg (Text) geschrieben und 1942 veröffentlicht wurde.

## Verwendung des Songs und erste Aufnahme
Arlen und Harburg schrieben den Song für das Filmversion des Musicals Cabin in the Sky, der auf Vernon Dukes Bühnenfassung basierte, in der er von Ethel Waters präsentiert wurde und ihre Bühnenrolle der Petunia wiederholt. Life's Full of Consecuences (ein Duett für Eddie „Rochester“ Anderson und Lena Horne) und Happiness Is a Thing Called Joe gehörten zu den erfolgreichsten Songs des Musicals, das eines der ersten MGM-Produktionen war, in der alle Rollen nur mit Afroamerikanern besetzt waren. Der Song wurde in der Kategorie Bester Song für einen Oscar nominiert, den schließlich 1944 Harry Warren und Mack Gordon für den Song You’ll Never Know erhielten.

## Coverversionen
Bereits 1943 wurde der Song von Thore Ehrling gecovert; 1945 nahm ihn Woody Herman and His Orchestra mit der Bandvokalistin Frances Wayne auf. Diese Version veranlasste Judy Garland, Happiness Is a Thing Called Joe in ihr Bühnenrepertoire aufzunehmen. Sie sang ihn auch 1955 in ihrer Revue Miss Show Business. Ss folgten ab den 1940er-Jahren Aufnahmen von Tony Bennett, Ruth Brown, Dorothy Donegan, Georgia Gibbs,  Ella Fitzgerald, Curtis Fuller/Manny Albam, Erroll Garner, Bengt Hallberg,  Harry James,  Peggy Lee,  Abbey Lincoln, Patti Page, André Previn, Della Reese,  Frank Sinatra, Cal Tjader und Sarah Vaughan, die den Song auch zu einem bekannten  Jazzstandard machten. Susan Hayward sang ihn im Film Und morgen werd’ ich weinen (1955). In späteren Jahren nahmen sich u. a. auch Rosemary Clooney, Helen Forrest und Bette Midler bzw. in Instrumentalversionen u. a. Red Holloway, Roland Hanna und Bill Charlap des Songs an. Tom Lord listet 59 Coverversionen des Titels.